# Виртуозност
Виртуозност (енгл. Virtuosity) је научнофантастични филм из 1995. који је режирао Брет Леонард. У главним улогама су: Дензел Вошингтон и Расел Кроу. 

## Радња
Програмер Дарел Линдермајер креира програм СИД 6.7 (енгл. SID; СИД - садистички, интелигентан, опасан), који комбинује особине понашања 183 криминалца, серијских убица, диктатора и лудака. Програм је дизајниран да обучи полицајце који морају да га користе да науче како да ухвате криминалце у виртуелној стварности. Током тестирања на затвореницима, један од њих умире, а други је повређен. Елизабет Дин (Кели Линч), која надгледа пројекат, захтева да се он затвори. Линдермајер обавештава своју креацију о томе, а Сид предлаже излаз: преварити Клајда Рајлија, Линдермајеровог колегу, да пренесе Сидову личност на андроид. Рајли постаје Сидова прва жртва, која успева да побегне у стварни свет.
Бивши полицајац Паркер Барнс добија прилику да га ухвати. Једном је једна од Сидових личности, терориста Метју Грајмс, убила Барнсову жену и ћерку, а сам Барнс је отишао у затвор након што је његова неуспела операција спасавања довела до људских жртава.

## Улоге
| Глумац              | Улога                           |
| ------------------- | ------------------------------- |
| Дензел Вошингтон    | поручник Паркер Барнс           |
| Кели Линч           | др Медисон Картер               |
| Расел Кроу          | SID 6.7                         |
| Стивен Спинела      | др. Дарел Линденмајер           |
| Вилијам Форсајт     | Вилијам Кокран                  |
| Луиза Флечер        | Полицијски комесар Елизабет Дин |
| Вилијам Фикнер      | Вилијам Волас                   |
| Костас Мандилор     | Џон Донован                     |
| Кевин Џејмс О’Конор | Клајд Рајли                     |
| Кејли Куоко         | Карин                           |
| Кристофер Мари      | Метју Грајмс                    |
| Џони Ким            | лабораторијски техничар         |
| Хајди Шанц          | Шила 3.2                        |
| Трејси Лордс        | певачица у Медија зони          |
| Гордон Џенисон Нојс | Биг Ред                         |

## Зарада
Филм је у САД зарадио 24.047.675 $.
- Зарада у иностранству - $
- Зарада у свету - $